# Song №1
«Song №1», также «Song #1», «Песня № 1», — первый сингл российского трио Serebro из их дебютного альбома «ОпиумRoz», выпущенный 12 марта 2007 года на лейбле «Монолит Рекордс». С песней трио представило Россию на песенном конкурсе «Евровидение-2007» в столице Финляндии — Хельсинки 12 мая 2007 года. Serebro заняли третье место с 207 баллами, пропустив вперёд представителя Украины Верку Сердючку с песней «Dancing Lasha Tumbai» и представителя-победителя из Сербии Марию Шерифович с песней «Молитва».

## Промосингл

### Общая информация
Песня была написана Максимом Фадеевым, а слова к музыке написал Даниил Бабичев. Изначально продюсер группы, Максим Фадеев, не планировал участвовать в национальном отборе на Евровидение — «Начинать раскрутку „Серебра“ с „Евровидения“ я совершенно не планировал. А то, что так получилось, — просто судьба». До этого момента о группе никто не слышал, но ей удалось обойти уже хорошо известных в России исполнителей — «Город 312», «Зверей», «Банд'Эрос».
Пройдя национальный отбор (в 2007 году национальный отбор проводило профессиональное жюри), песня была выпущена в эфиры радиостанций, а через месяц в эфиры телеканалов вышел видеоклип, режиссёром которого выступил Максим Фадеев. Примерно в это же время вышел промосингл «Song #1», который содержал 13 вариаций песни и видеоклип на песню, которые были озаглавлены цветом. К примеру, на «Евровидении» девушки выступали с «красной версией» песни (англ. Red Version или Eurovision Version). Видеоклип был озаглавлен «серебряной версией» сингла (англ. Silver Version) и был снят на «красную версию 2» (англ. Red 2 Version или Red Extended Video Version). Летом 2007 года в эфиры радиостанций была выпущена русская версия, также известная как «Песня № 1», а некоторое время спустя для скачивания в интернете стала доступна нецензурная русскоязычная версия «Бляди».

## Отзывы
Британский музыкальный портал PopJustice описал «Song #1» как «развратный» трек «в духе Sugababes» и назвал её «единственной достойной» песней на Евровидении того года. По словам музыкального критика Артёма Макарского, если поначалу «Song #1» выглядит «простоватой песней с гитарами», то далее она «удивляет брейками в духе t.A.T.u.» и отсылает к «Die Another Day» Мадонны.

## Участники записи
- Елена Темникова — вокал (куплеты, пред-припев, припев, бридж)
- Ольга Серябкина — бэк-вокал (интро, мелкие партии в куплетах)
- Марина Лизоркина — бэк-вокал (интро, мелкие партии в куплетах)

### Список композиций
| №   | Название               | Длительность |
| --- | ---------------------- | ------------ |
| 1.  | «Red»                  | 3:02         |
| 2.  | «Violet»               | 3:38         |
| 3.  | «Black»                | 3:15         |
| 4.  | «Pink»                 | 5:10         |
| 5.  | «Green»                | 3:05         |
| 6.  | «Yellow»               | 3:46         |
| 7.  | «Sky Blue»             | 5:03         |
| 8.  | «Vinous»               | 4:32         |
| 9.  | «Grey»                 | 4:05         |
| 10. | «White»                | 4:15         |
| 11. | «Blue»                 | 3:10         |
| 12. | «Red 2»                | 3:35         |
| 13. | «Orange»               | 2:16         |
| 14. | «Silver (Music Video)» | 3:44         |

## Выступление на «Евровидении»
По правилам «Евровидения» того времени, в финал выходили 10 стран, которые прошли полуфинал, четыре страны-организатора, и 10 стран, представители которых в прошлом году заняли первые десять мест. На Евровидении 2006 Дима Билан занял второе место с песней «Never Let You Go», и «Serebro» прошли в финал, не участвуя в полуфинале. Финал прошёл 12 мая 2007 года в столице Финляндии — Хельсинки. Неоднократно солистки группы жаловались на организацию конкурса. Широко обсуждалась «история с туфлями», когда у одной из солисток группы были украдены туфли из гримёрки. Также огласку получили плакаты группы, которые периодически срывались с дверей гримёрки.
Девушки выступали под 15-м номером, после представителя Латвии Bonaparti.lv и перед выступлением представителя Германии Роже Цицеро. Это было первое публичное выступление группы. Группа заняла третье место с 207 баллами, а 12 баллов группа получила от трёх стран — Белоруссии, Армении и Эстонии. Ни одного балла не дали пять стран — Австрия, Бельгия, Албания, Нидерланды и Швейцария.

## Реакция на выступление
В 2021 году в списке лучших выступлений на Евровидении от России по мнению интернет-издания The Village номер группы был поставлен на первое место. Комментируя этот выбор, музыкальный критик Артём Макарский отметил минимализм номера, назвав его «главной силой» харизму участниц, «среди которых возвышается Темникова».

## Позиции в чартах
| Страна (2007)                      | Лучший результат |
| ---------------------------------- | ---------------- |
| СНГ (Tophit Общий Топ-100)         | 1                |
| СНГ (Tophit Топ-100 по заявкам)    | 1                |
| Россия (Tophit Московский Топ-100) | 1                |
| Швеция (Sverigetopplistan)         | 35               |
| Швейцария (Schweizer Hitparade)    | 68               |
| Великобритания                     | 97               |
| Дания                              | 72               |

### Позиции в конце года
| Чарт (2007)                                      | Позиция |
| ------------------------------------------------ | ------- |
| Россия (Love Radio)                              | 31      |
| Россия (Европа Плюс)                             | 27      |
| СНГ (Tophit Общий Топ-200)                       | 10      |
| СНГ (Tophit Общий Топ-200. Русскоязычные синглы) | 2       |
| СНГ (Tophit Топ-200 по заявкам)                  | 1       |
| Россия (Tophit Московский Топ-200)               | 36      |

## Пародии
- В 2007 году известный российский юморист Максим Галкин снялся в музыкальной пародии на этот клип[14].